# بنغكولو
مقاطعة بنغكولو هي إحدى مقاطعات إندونسيا، وعاصمتها بنغكولو.

## التقسيم الإداري

### مديرية ومدينة رئيسية
تنقسم هذه مقاطعة إلى 9 مديرية (عمودية) و 1 مدينة رئيسية (مركز)
| اسم مديرية أو مدينة رئيسية | عاصمة        | رئيس                     |
| -------------------------- | ------------ | ------------------------ |
| مديرية بنغكولو الجنوبية    | مدينة مانا   | ريسكان إيفيندي أول الدين |
| مديرية بنغكولو الوسطى      | كارانج تينجي | فيري رملي                |
| مديرية بنغكولو الشمالية    | أرجا ماكمور  | عمران رشادي              |
| مديرية كاور                | بينتوهان     | هيرمان مالك              |
| مديرية كيباهيانج           | كيباهيانج    | د. باندو أمين كادر       |
| مديرية ليبونج              | موارا أمان   | روسجونشاه شاهلي          |
| مديرية موكوموكو            | موكوموكو     | اخوان يونس               |
| مديرية ريجانج ليبونج       | جوروب        | سوهيرمان                 |
| مديرية سيلوما              | تايس         | بوندرا جايا              |
| مدينة بنغكولو              | -            | حلمي حسن                 |

## أعلام
- وليام جاك